# Belváros (Miskolc)

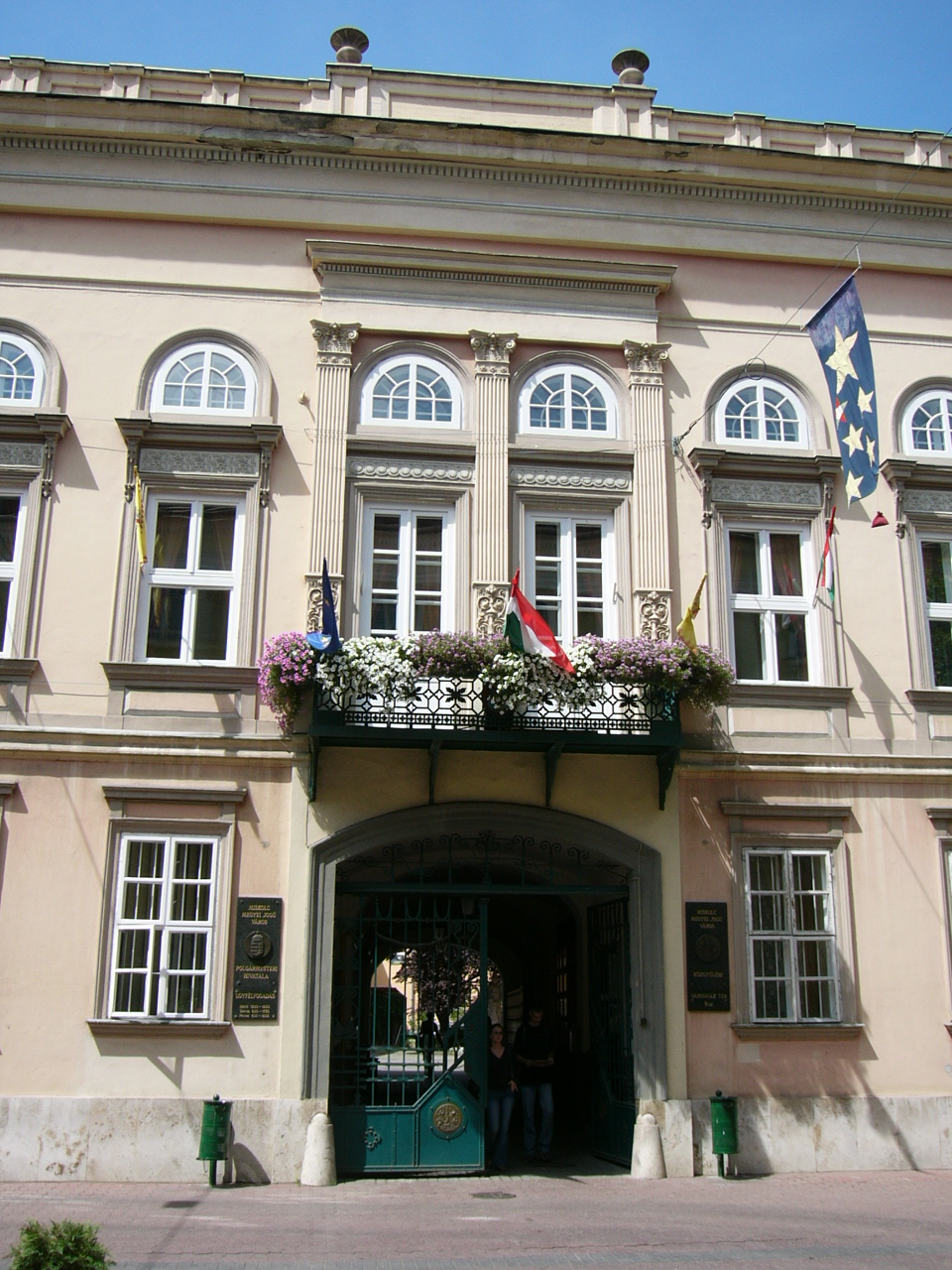
Centrumhallen i Miskolc

Belváros eller Centrum är Miskolc centrum samt den historiska delen av staden Miskolc i Ungern. Större delar av staden var antingen egna städer eller orter tidigare, eller så byggdes de senare.
Många av de karakteristiska byggnaderna i Miskolc finns i detta område, även om de mest kända Diósgyőrslottet och Grottbadet ligger utanför.

## Széchenyigatan

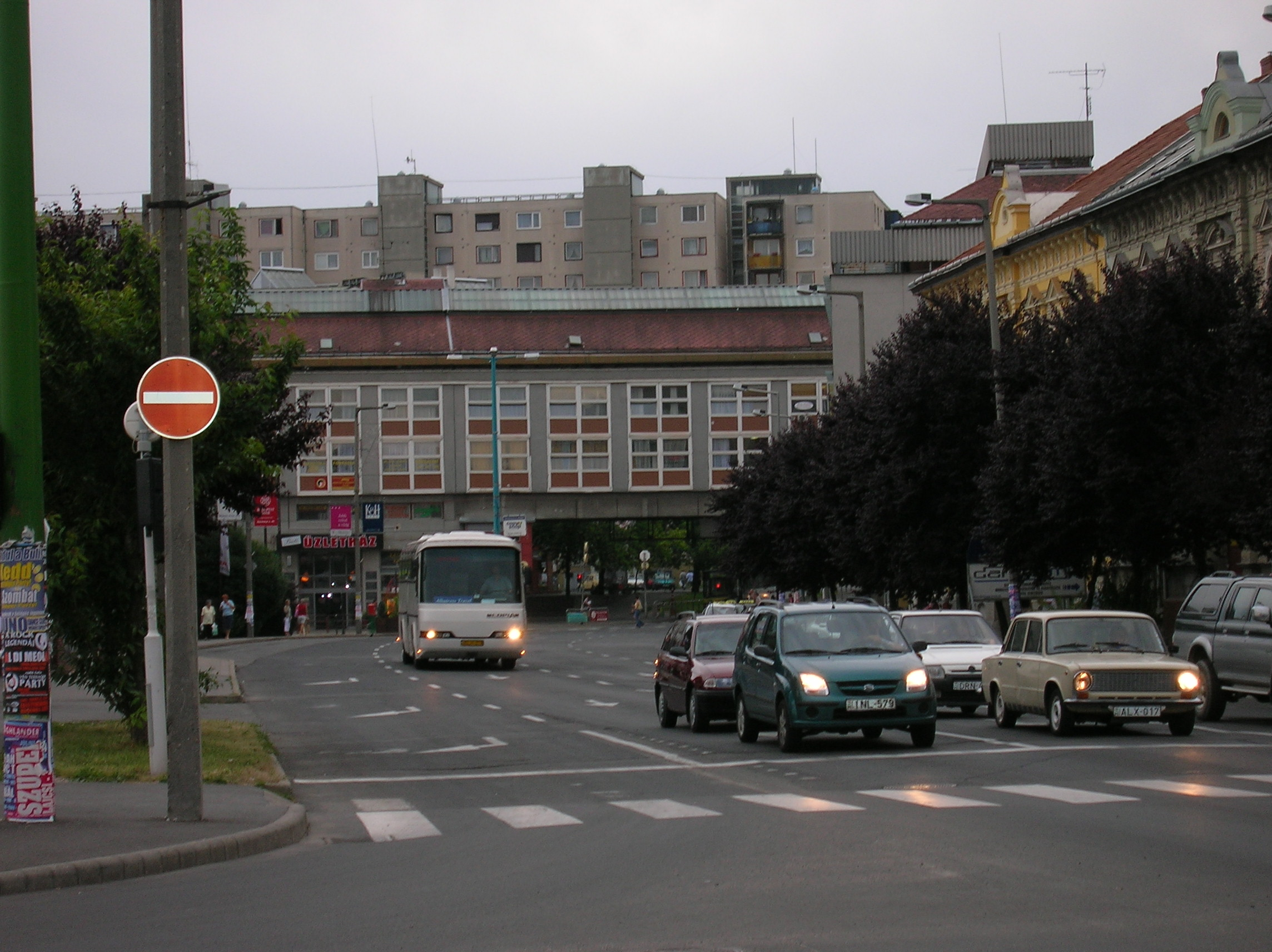
En vägkorsning i Miskolc

Den mest betydelsefulla gatan i staden är István Széchenyigatan, som ligger i anslutning till Bajcsy-Zsilinszkygatan som leder till Tiszais järnvägsstation. Széchenyigatan löper genom hela stadens centrum från öst till väst. Delen av vägen mellan köpcentrumet Szinvapark och Stadshallsplatsen blev en gågata under det tidiga 1980-talet, den enda trafik som finns idag är spårvagnstrafiken. Denna del kallas för huvudgatan. De flesta hus på båda sidorna är från det sena 1800-talet och byggda efter den stora översvämningen år 1878 som förstörde större delar av Belváros.
Betydelsefulla byggnader:
- Rákóczihuset: en barockbyggnad som var högkvarter för Frans II Rákóczy under revolutionen i det tidiga 1700-talet.
- Nationalteatern: en neoklassisk byggnad som byggdes år 1857 på platsen där den tidigare brann ner. Den Internationella operafestivalen i Miskolc anordnas här årligen.
- Villanyrendőr (trafiksignal): är den vägkorsning där Széchenyi möter Kazinczyvägen. Platsen har fått sitt namn eftersom detta var det första stället i staden som fick trafikljus.

## Centrumhallen och St. Stephenplatsen

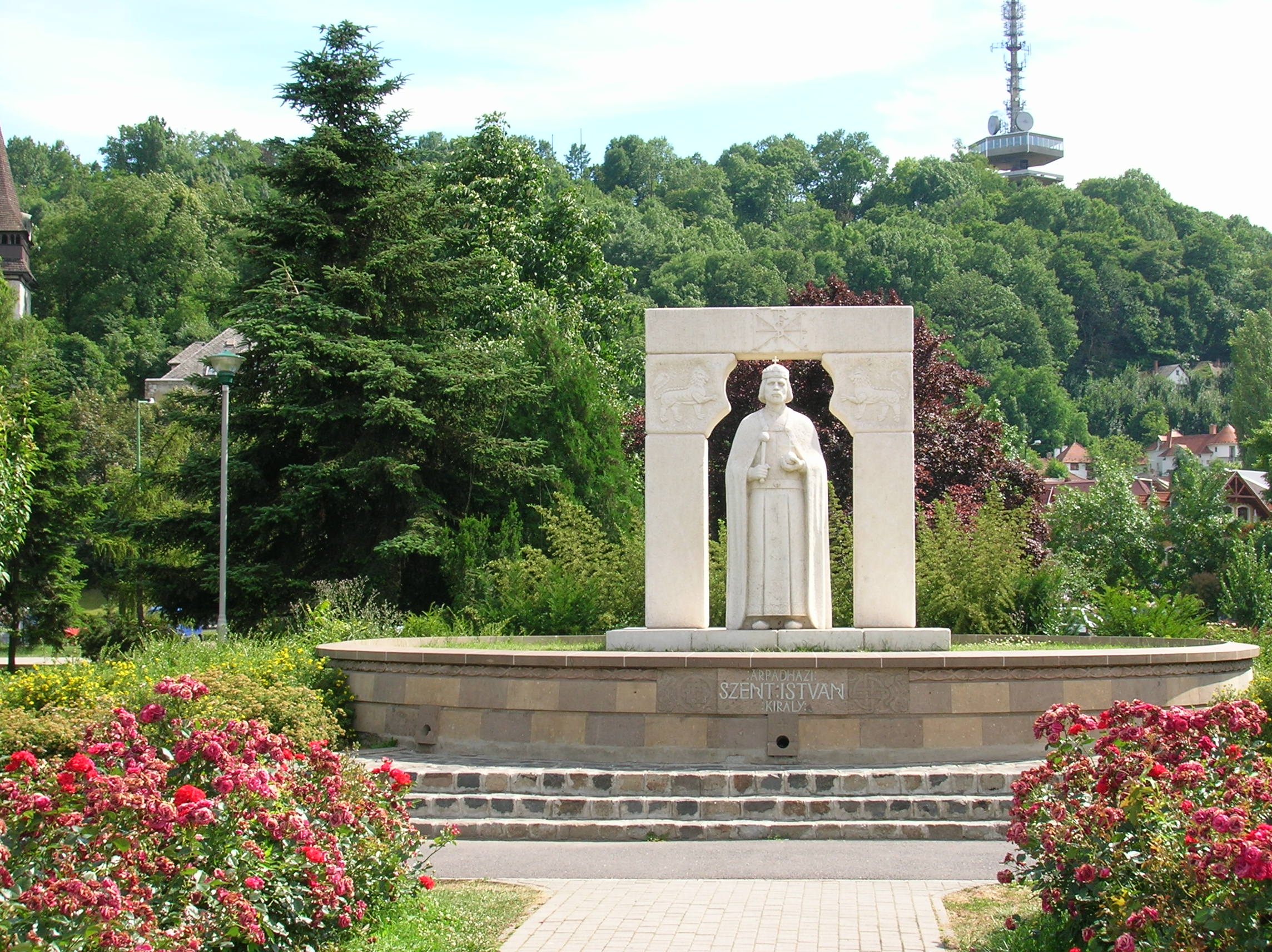
St. Stephenstatyn

Stadshallstorget finns norr om Széchenyigatan, vid dess östra ände. Även stadshallen (byggd i romansk stil) och den neoklassiska provinshallen finns här, tillsammans med en inte alls så vacker Széchenyistaty.
St. Stephenplatsen ligger mittemot stadshallen.

## Elizabethplatsen
Elizabethplatsen (Erzsébet tér) ligger söder om Széchenyigatan. Söder om den ligger Avaskullen med den Gotisk protestantiska kyrkan. Kyrkan är den äldsta byggnaden i Miskolcs egentliga stad (1400-talet). Karusellen från klocktornet bredvid kyrkan kan höras även inne i stadshallstorget.
Elizabethbadet, den första Kossuthstatyn i landet och en fontän finns på detta torg. Den äldsta byggnaden vid Ottó Hermanmuseet ligger inte långt härifrån. I museet finns en samling från hans liv.

## Deáktorget

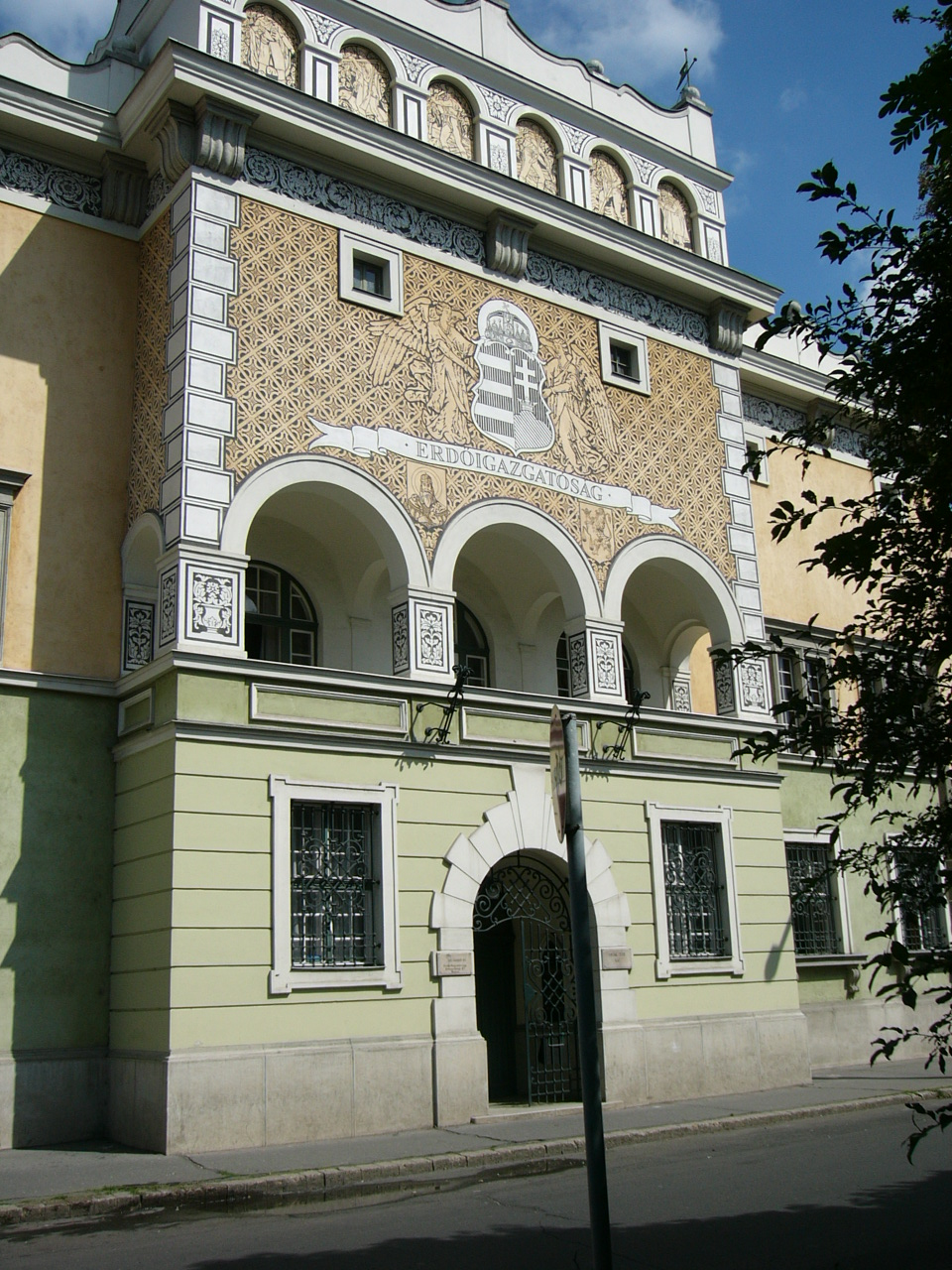
Skogsvetenskapskontoret

Deaktorget ligger norr om Széchenyigatan och nordväst om Hjältetorget. Dess mest kända byggnader är det nyligen renoverade skogsvetenskapskontoret, Gyula Feledygalleriet, en staty av József Lévay och en grekisk-ortodox kyrka byggd mellan 1785 och 1806. Kyrkan har den största ikonsamlingen i Centraleuropa samt innehar det största grekisk-ortodoxa museet i landet.

## Hjälteplatsen

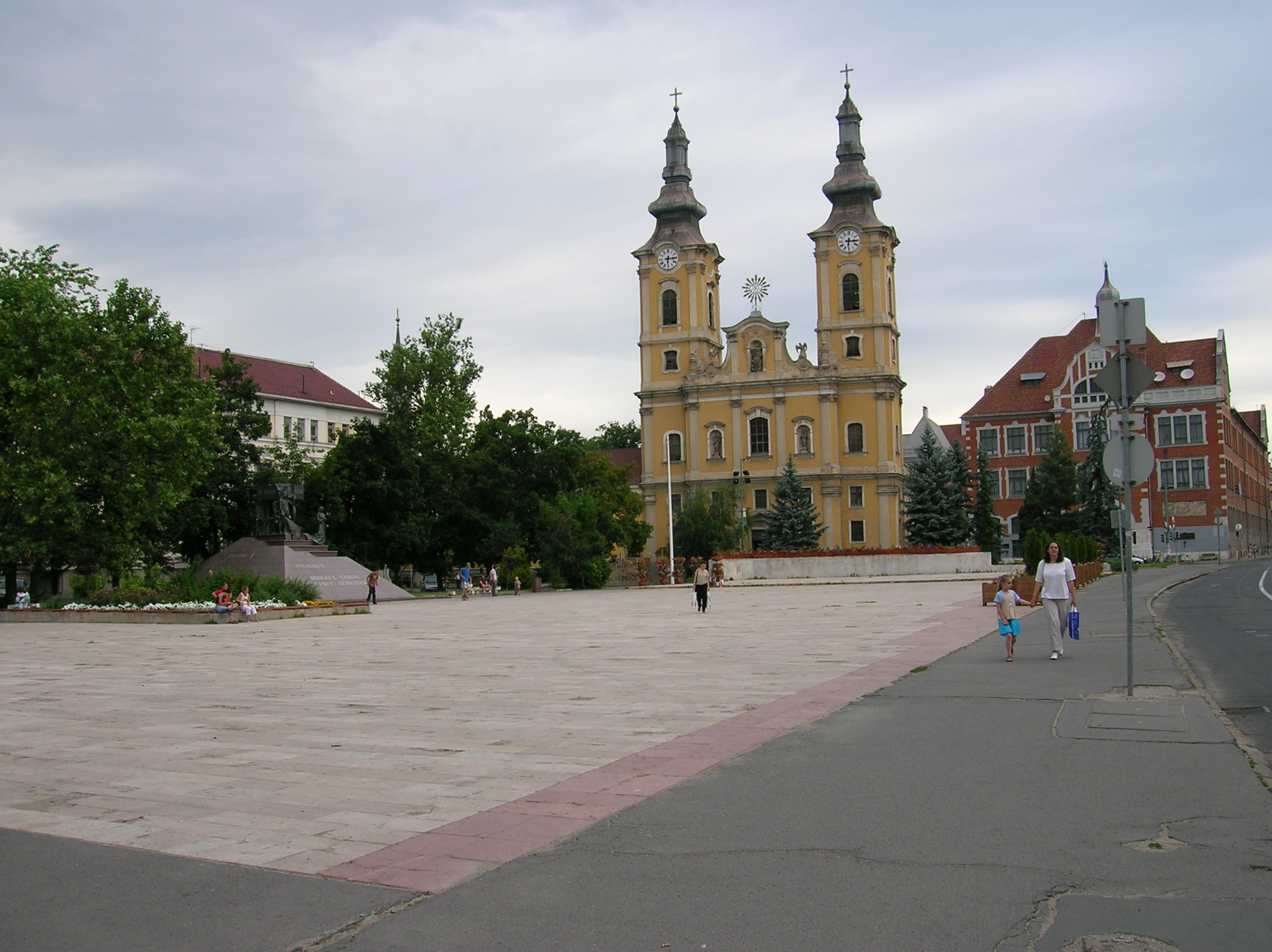
Hjältestorget

Hjälteplatsen eller Hjältetorget (Hősök tere) ligger norr om Széchenyigatan och Villanyrendőr. Där finns ett monument tillägnat hjältarna under Ungernrevolten (före slutet av socialistskedet i Sovjetunionen). Torget gränsar till 1800-tals- och tidiga 1900-talsbyggnader; den barocka Minoritekyrkan och Ferenc Földesgymnasiet i norr, Postpalatset i öst och Miskolcs synagoga i söder (även om ingången ligger vid Kazinczygatan mot Széchenyi) och Gergely Berzeviczygymnasiet i väster.

## Mindszenttorget
Mindszenttoget eller Allahelgonatorget omges av tre stora byggnader: Mindzentkyrkan, det internationella handelscentrumet (användes som kommunistiska partiets högkvarter före 1990) och nationella hälsoförsäkringsbolaget. Kyrkan är byggd i barockstil och för flera århundraden sedan användes kyrkan av en liten by kallad Mindzent (Alla helgon) vilken har blivit en del av Miskolc. Det finns även en barockstaty vid platsen.

## Búza tér
Búza tér eller Vetetorget är en av huvudtrafikknutarna i staden. Här finns stadens största busstation, och de flesta busslinjer utgår från eller har sin slutdestination här. Den största marknadsplatsen i Miskolc finns även här.

## Népkert
Huvudartikel: Népkert
Népkert eller Folkträdgården är den största allmänna trädgården i stadens centrum. Här finns bland annat restaurangen Népkerti Vigadó, statyparken och den första Drottning Elisabethstatyn i landet. Stadens sporthall och provinsbiblioteket ligger strax bredvid Népkert. På den andra sidan av vägen som är den västra gränsen till Népkert finns två viktiga byggnader: Kóshuset och huvudbyggnaden för Ottó Hermanmuseet.